# 第120回日劇學院賞
←第119回 - 第120回 - 第121回→
第120回日劇學院賞，針對2024年4月到6月在日本播出春季檔連續劇所做出的投票與評比。本季獲最優秀作品賞為關西電視台的《Unmet 某腦外科醫的日記》，此劇共獲六項大獎為本季最多。

## 得獎名單

### 最佳作品
| 得獎/名次 | 連續劇                    |
| --------- | ------------------------- |
|           | Unmet 某腦外科醫的日記    |
| 2         | 反英雄                    |
| 3         | 燕子未歸                  |
| 4         | 沒有季節的城市            |
| 5         | Believe－為你架起的橋樑－ |
| 6         | 誰曾愛過我？              |

讀者票：1. Unmet 某腦外科醫的日記；2. 東京鐵塔；3. 反英雄；4. 誰曾愛過我？；5. Believe
記者票：1. Unmet 某腦外科醫的日記；2. 反英雄；3. 95；4. 誰曾愛過我？；5. 被奪走肝的妻子
評審票：1. Unmet 某腦外科醫的日記；2. 反英雄；3. 燕子未歸；4. 沒有季節的城市；5. Believe

### 最佳男主角
| 得獎/名次 | 演員       | 連續劇                    |
| --------- | ---------- | ------------------------- |
|           | 長谷川博己 | 反英雄                    |
| 2         | 木村拓哉   | Believeー為你架起的橋樑ー |
| 3         | 永瀨廉     | 東京鐵塔                  |
| 4         | 高橋海人   | 95                        |
| 5         | 池松壯亮   | 沒有季節的城市            |

讀者票：1. 永瀨廉（東京鐵塔）；2. 長谷川博己（反英雄）；3. 木村拓哉（Believe－為你架起的橋樑－）；4. 山下智久（氣象救難隊）；5. 京本大我（負責接送的澀谷哥哥）
記者票：1. 長谷川博己（反英雄）；2. 高橋海人（95）；3. 永瀨廉（東京鐵塔）；4. 吉田鋼太郎（喂!!帥哥 2）；5. 木村拓哉（Believe－為你架起的橋樑－）
評審票：1. 長谷川博己（反英雄）；2. 木村拓哉（Believe－為你架起的橋樑－）；3. 野間口徹（VR大叔的初戀）；4. 黑川想矢（擅長捉弄人的高木同學）、池松壯亮（沒有季節的城市）

### 最佳女主角
| 得獎/名次 | 演員     | 連續劇                 |
| --------- | -------- | ---------------------- |
|           | 杉咲花   | Unmet 某腦外科醫的日記 |
| 2         | 生見愛瑠 | 誰曾愛過我？           |
| 3         | 石橋靜河 | 燕子未歸               |
| 4         | 今田美櫻 | 正義行員花咲舞         |
| 5         | 川口春奈 | 9 Border               |

讀者票：1. 杉咲花（Unmet 某腦外科醫的日記）；2. 生見愛瑠（誰曾愛過我？）；3. 今田美櫻（正義行員花咲舞）；4. 川口春奈（9 Border）；5. 石原聰美（命運）
記者票：1. 杉咲花（Unmet 某腦外科醫的日記）；2. 生見愛瑠（誰曾愛過我？）；3. 石原聰美（命運）；4. 伊原六花（被奪走肝的妻子）；5. 川口春奈（9 Border）
評審票：1. 杉咲花（Unmet 某腦外科醫的日記）；2. 石橋靜河（燕子未歸）；3. 生見愛瑠（誰曾愛過我？）；4. 月島琉衣（擅長捉弄人的高木同學）；5. 今田美櫻（正義行員花咲舞）

### 最佳男配角
| 得獎/名次 | 演員     | 連續劇                    |
| --------- | -------- | ------------------------- |
|           | 若葉龍也 | Unmet 某腦外科醫的日記    |
| 2         | 野村萬齋 | 反英雄                    |
| 3         | 北村匠海 | 反英雄                    |
| 4         | 松田元太 | 東京鐵塔                  |
| 5         | 竹內涼真 | Believe－為你架起的橋樑－ |

讀者票：1. 若葉龍也（Unmet 某腦外科醫的日記）；2. 松田元太（東京鐵塔）；3. 瀨戶康史（誰曾愛過我？）；4. 田中樹（ACMA:GAME 惡魔遊戲）；5. 竹內涼真（Believe－為你架起的橋樑－）
記者票：1. 若葉龍也（Unmet 某腦外科醫的日記）；2. 千葉雄大（Unmet 某腦外科醫的日記）；3. 松田元太（東京鐵塔）；4. 瀨戶康史（誰曾愛過我？）；5. 野村萬齋（反英雄）
評審票：1. 若葉龍也（Unmet 某腦外科醫的日記）；2. 野村萬齋（反英雄）；3. 岡山天音（Unmet 某腦外科醫的日記）；4. 竹內涼真（Believe－為你架起的橋樑－）、北村匠海（反英雄）

### 最佳女配角
| 得獎/名次 | 演員     | 連續劇                    |
| --------- | -------- | ------------------------- |
|           | 堀田真由 | 反英雄                    |
| 2         | 井桁弘惠 | VR大叔的初戀              |
| 3         | 天海祐希 | Believe－為你架起的橋樑－ |
| 4         | 板谷由夏 | 東京鐵塔                  |
| 5         | 三浦透子 | 沒有季節的城市            |

讀者票：1. 板谷由夏（東京鐵塔）；2. 吉瀨美智子（Unmet 某腦外科醫的日記）；3. 天海祐希（Believe－為你架起的橋樑－）；4. 堀田真由（反英雄）；5. MEGUMI（東京鐵塔）；
記者票：1. 堀田真由（反英雄）；2. MEGUMI（喂!!帥哥 2）；3. 板谷由夏（東京鐵塔）；4. 天海祐希（Believe－為你架起的橋樑－）；5. 內田有紀（燕子未歸）
評審票：1. 堀田真由（反英雄）；2. 井桁弘惠（VR大叔的初戀）；3. 三浦透子（沒有季節的城市）；4. 倉澤杏菜（VR大叔的初戀）；5. 天海祐希（Believe－為你架起的橋樑－）

### 最佳電視劇歌曲
| 得獎/名次 | 歌曲/演唱者                    | 連續劇                 |
| --------- | ------------------------------ | ---------------------- |
|           | 《我要去見你》愛繆             | Unmet 某腦外科醫的日記 |
| 2         | 《hanataba》milet              | 反英雄                 |
| 3         | 《I wonder》Da-iCE             | 誰曾愛過我？           |
| 4         | 《halfmoon》King & Prince      | 東京鐵塔               |
| 5         | 《366日 Official Duet Ver.》HY | 366日                  |

讀者票：

1.《halfmoon》King & Prince（東京鐵塔）

2.《我要去見你》愛繆（Unmet 某腦外科醫的日記）

3.《I wonder》Da-iCE（誰曾愛過我？）

4.《hanataba》milet（反英雄）

5.《Sweetest Tune》Travis Japan（東京鐵塔） 

記者票：

1.《我要去見你》愛繆（Unmet 某腦外科醫的日記）

2.《hanataba》milet（反英雄）

3.《I wonder》Da-iCE（誰曾愛過我？）

4.《身為人類》椎名林檎（命運）

5.《moooove!!》King & Prince（95）

評審票：

1.《我要去見你》愛繆（Unmet 某腦外科醫的日記）

2.《hanataba》milet（反英雄）

3.《I wonder》Da-iCE（誰曾愛過我？）

4.《心跳》C&K（VR大叔的初戀）

5.《366日 Official Duet Ver.》HY（366日）

### 最佳劇本
| 得獎/名次 | 編劇                                 | 連續劇                 |
| --------- | ------------------------------------ | ---------------------- |
|           | 篠崎繪里子                           | Unmet 某腦外科醫的日記 |
| 2         | 山本奈奈、李正美、宮本勇人、福田哲平 | 反英雄                 |
| 3         | 長田育惠                             | 燕子未歸               |

### 最佳導演
| 得獎/名次 | 導演                           | 連續劇                 |
| --------- | ------------------------------ | ---------------------- |
|           | Yuki Saito、本橋圭太、日高貴士 | Unmet 某腦外科醫的日記 |
| 2         | 田中健太、宮崎陽平、嶋田廣野   | 反英雄                 |
| 3         | 宮藤官九郎                     | 沒有季節的城市         |

## 外部連結
- 第120回日劇學院賞 （页面存档备份，存于）